# Parafia Trójcy Świętej w San Francisco
Parafia Trójcy Świętej – jedna z prawosławnych parafii w San Francisco, w jurysdykcji diecezji Zachodu Kościoła Prawosławnego w Ameryce.

## Historia
2 grudnia 1857 w San Francisco zostało zarejestrowane Stowarzyszenie Prawosławne, które po dziesięciu latach zmieniło nazwę na Grecko-Rosyjski Słowiański Wschodni Kościół Prawosławny i Stowarzyszenie Dobroczynne. Grupa ta do 1868 nie posiadała stałego kapłana, lecz uczestniczyła w nabożeństwach odprawianych przez kapelanów wojskowych przybywających do San Francisco na statkach rosyjskich. W 1868, w czasie Wielkiego Tygodnia, do miasta przybył ks. Nikołaj Kowrigin, dotąd służący na Alasce, który pozostawał stałym opiekunem wspólnoty do momentu swojego wyjazdu do Rosji. W 1872 biskup Aleutów i Alaski Jan (Mitropolski) przeniósł siedzibę biskupa mającego w swojej jurysdykcji obszar Ameryki do San Francisco. Cerkiew w tym mieście stała się soborem katedralnym. Kilkakrotnie zmieniała wezwanie: kolejno św. Aleksandra Newskiego, św. Mikołaja, św. Bazylego Wielkiego, by ostatecznie przyjąć współczesne, Trójcy Świętej.
W 1878 została powołana parafia pod tym samym wezwaniem z ks. Pawłem Kiedroliwanskim jako pierwszym proboszczem. Początkowo miała ona charakter etnicznie rosyjski. Z czasem ewoluowała w kierunku wielonarodowej wspólnoty, w której większość wiernych stanowią konwertyci. Językiem liturgicznym parafii jest angielski, okazjonalnie także cerkiewnosłowiański.